# Paraíso Filmes
Paraíso Filmes é uma sitcom portuguesa de humor exibida pela RTP1 entre 2001 e 2002. Criada pelas Produções Fictícias, narra as actividades da Paraíso Filmes (sediada na Trafaria) onde o produtor Belchior Baptista (José Pedro Gomes) e o realizador Túlio Gonzaga (António Feio) tornam realidade novas versões de clássicos do cinema americano, recorrendo à imaginação para contornar a falta de meios.
Além de Feio e Gomes, a série conta com a participação de actores como Marco Horácio, Miguel Melo, Carla Salgueiro, Dinarte Branco, Carlos Curto e Nuno Lopes, entre outros. Foi escrita por Filipe Homem Fonseca, Eduardo Madeira e Nuno Markl.
A série tem sido reposta na RTP Memória ao longo dos anos, tendo a última sido em 2020. Foi também reposta na RTP2 em 2009.

## Sinopse
Série de humor, que nos conta a história de uma equipa de produção (a Paraíso Filmes) que se propõe fazer grandes filmes, composta pelo realizador, o produtor, o grupo de atores, os técnicos, a menina da maquilhagem, o cabeleireiro e o argumentista.
A pressão criada por uma encomenda de uma série desses filmes, que têm de ser entregues a um canal de televisão, que pretende combater os telefilmes que outro canal tem exibido com êxito, gera os burlescos acontecimentos de relação entre produtor e o realizador, estando os atores e o restante da equipa num fogo cruzado permanente.
A falta de tempo, de dinheiro e de noção de cinema, afinal, leva a que os mesmos atores (António Feio e José Pedro Gomes) tenham de interpretar vários papéis, quer no mesmo filme, quer em filmes diferentes, recorrendo ao subterfúgio do guarda roupa e maquilhagem.

## Episódios

### 1.ª Temporada
- 1. Febre de Domingo à Noite (Saturday Night Fever)
- 2. Agente L123 (Agent 007)
- 3. Shôr Aníbal (Silence of the Lambs)
- 4. 3/15 Dias (9 1/2 weeks)
- 5. O Regresso da Vingança do Dragão Vermelho (Karate Kid)
- 6. Desaparecido em Luanda (Platoon)
- 7. Sardinha (Jaws)
- 8. O Novíssimo Testamento (The Ten Commandments)
- 9. O Bom, o Mau e o Espanhol (The Good, the Bad and the Ugly)
- 10. Brocky IV (Rocky IV)
- 11. O Enxertista (The Exorcist)
- 12. Rabejador (Gladiator)
- 13. O Homem que Mal se Vê (The Invisible Man)

### 2.ª Temporada
- 1. Parque Inácio (Jurassic Park)
- 2. Os Salteadores da Arca Frigorífica (Raiders of the Lost Ark)
- 3. Ti'Anica (Titanic)
- 4. Merd Max (Mad Max)
- 5. Pirolito, o Quinto Passageiro(Alien)
- 6. Robófia (Robocop)
- 7. Branca de Neve e os Seis Indivíduos Extremamente Baixos (Snow white and the Seven Dwarfs)
- 8. T.S. - O Extraterrestre (E.T.)
- 9. O Priminho (The Godfather)
- 10. Missão Improvável (Mission Impossible)
- 11. Super-Tuga (Super-man)
- 12. O Terrorista de Évora (Air Force One)
- 13. DVD Paraíso Filmes (o tipico comentário dos dvds)